# Albert Meyer
Albert Meyer (Fällanden, 13 maart 1870 - Zürich, 22 oktober 1953) was een Zwitsers politicus.
Meyer studeerde rechten en economie in Zürich, Berlijn en Leipzig. In 1895 promoveerde hij aan de Universiteit Zürich. In 1897 werd hij lid van de redactie van de Neue Zürcher Zeitung en in 1915 hoofdredacteur.
In 1907 werd Meyer voor de Vrijzinnige-Democratische Partij (FDP) in de gemeenteraad van Zürich gekozen. In 1915 volgde zijn verkiezing in de Nationale Raad (federaal parlement) en van 1923 tot 1929 was hij federaal voorzitter van de FDP.
Van 1927 tot 1929 maakte hij deel uit van het bestuur van de Zwitserse Nationale Bank. 
Op 12 december 1929 werd Meyer in de Bondsraad gekozen. Hij bleef in de Bondsraad tot 31 december 1938. Tijdens zijn lidmaatschap van de Bondsraad beheerde hij het Departement van Binnenlandse Zaken (1930-1933; 1934) en het Departement van Financiën en Douane (1934; 1935-1938).
Hij was een tegenstander van de devaluatie van de Zwitserse franc, maar moest die maatregel toch nemen onder druk van de Nationale Raad. 
Meyer was in 1935 vicepresident en in 1936 bondspresident. 